# Lauren Embree
Lauren Embree (* 10. Januar 1991 in Naples) ist eine ehemalige US-amerikanische Tennisspielerin.

## Karriere
Lauren Embree begann mit fünf Jahren mit dem Tennisspielen und bevorzugte den Sandplatz. Auf Turnieren des ITF Women’s Circuit konnte sie zwei Einzel- und fünf Doppeltitel gewinnen.
Ihre beste Einzelplatzierung in der Weltrangliste erreichte sie im Juli 2015 mit Platz 232 und im Doppel mit Platz 231 im April 2016.
Ihr letztes Profiturnier bestritt Embree im Juli 2017. Sie wird seit Juni 2018 nicht mehr in den Weltranglisten geführt.

## Turniersiege

### Einzel
| Nr. | Datum          | Turnier    | Kategorie   | Belag     | Finalgegnerin | Ergebnis              |
| --- | -------------- | ---------- | ----------- | --------- | ------------- | --------------------- |
| 1.  | 29. Juni 2008  | Wichita    | ITF $10.000 | Hartplatz | Jamie Hampton | 6:3, 6:4              |
| 2.  | 4. August 2013 | Fort Worth | ITF $10.000 | Hartplatz | Miyu Katō     | 3:6, 6:1, 3:1 Aufgabe |

### Doppel
| Nr. | Datum              | Turnier  | Kategorie   | Belag     | Partnerin      | Finalgegnerinnen                                | Ergebnis         |
| --- | ------------------ | -------- | ----------- | --------- | -------------- | ----------------------------------------------- | ---------------- |
| 1.  | 15. September 2013 | Redding  | ITF $25.000 | Hartplatz | Robin Anderson | Jacqueline Cako Allie Kiick                     | 6:4, 5:7, [10:7] |
| 2.  | 13. September 2014 | Redding  | ITF $25.000 | Hartplatz | Jennifer Brady | Alexandra Facey Kat Facey                       | 6:3, 6:2         |
| 3.  | 23. Oktober 2015   | Brisbane | ITF $25.000 | Hartplatz | Asia Muhammad  | Noppawan Lertcheewakarn Varatchaya Wongteanchai | 6:2, 4:6, [11:9] |
| 4.  | 14. November 2015  | Bendigo  | ITF $50.000 | Hartplatz | Asia Muhammad  | Natela Dsalamidse Hiroko Kuwata                 | 7:5, 6:3         |
| 5.  | 11. Februar 2017   | Manacor  | ITF $15.000 | Sand      | Alexa Guarachi | Jaeda Daniel Quinn Gleason                      | 6:1, 7:5         |